# Liste der bosnisch-herzegowinischen Handballmeister
Nachfolgend sind alle (Hallen-)Handballmeister von Bosnien und Herzegowina aufgelistet.

## Bisherige Meister
| Saison  | Verein                        |
| ------- | ----------------------------- |
| 1992/93 | nicht ausgetragen             |
| 1993/94 | nur regionale Meisterschaften |
| 1994/95 | nur regionale Meisterschaften |
| 1995/96 | nur regionale Meisterschaften |
| 1996/97 | nur regionale Meisterschaften |
| 1997/98 | nur regionale Meisterschaften |
| 1998/99 | nur regionale Meisterschaften |
| 1999/00 | nur regionale Meisterschaften |
| 2000/01 | nur regionale Meisterschaften |
| 2001/02 | HRK Izviđač Ljubuški (1)      |
| 2002/03 | RK Bosna Sarajevo (1)         |
| 2003/04 | HRK Izviđač Ljubuški (2)      |
| 2004/05 | HRK Izviđač Ljubuški (3)      |
| 2005/06 | RK Bosna Sarajevo (2)         |
| 2006/07 | RK Bosna Sarajevo (3)         |
| 2007/08 | RK Bosna Sarajevo (4)         |
| 2008/09 | RK Bosna Sarajevo (5)         |
| 2009/10 | RK Bosna Sarajevo (6)         |
| 2010/11 | RK Bosna Sarajevo (7)         |
| 2011/12 | RK Sloga Doboj (1)            |
| 2012/13 | RK Borac Banja Luka (1)       |
| 2013/14 | RK Borac Banja Luka (2)       |
| 2014/15 | RK Borac Banja Luka (3)       |
| 2015/16 | HRK Izviđač Ljubuški (4)      |
| 2016/17 | RK Borac Banja Luka (4)       |
| 2017/18 | HRK Izviđač Ljubuški (5)      |
| 2018/19 | HRK Izviđač Ljubuški (6)      |

## Statistik

### Alle Titelträger
| Anzahl der Titel | Verein               |
| ---------------- | -------------------- |
| 7                | RK Bosna Sarajevo    |
| 6                | HRK Izviđač Ljubuški |
| 4                | RK Borac Banja Luka  |
| 1                | RK Sloga Doboj       |

### Rekordmeister
- 2002–2003: HRK Izviđač Ljubuški (1)
- 2003–2004: HRK Izviđač Ljubuški und RK Bosna Sarajevo (je 1)
- 2004–2007: HRK Izviđač Ljubuški (2–3)
- 2007–2008: HRK Izviđač Ljubuški und RK Bosna Sarajevo (je 3)
- seit 2008: RK Bosna Sarajevo (4–7)